# Йордан Нанчев
Йордан Людмилов Нанчев е български литературен критик и юрист.
Изследовател на литературната история, краевед, музеен уредник, автор на книги, научни и публицистични статии.
Изследва и популяризира живота и творчеството на забравени и забранявани автори, на български писатели, чието творчество е в основата на класическото ни литературно наследство. Пише рецензии за новоизлезли книги.

## Биография
Роден е в Хасково на 2 май 1955 година. Учи във Второ основно училище „Христо Смирненски“ и във II ПГ „Проф. д-р Асен Златаров“. Завършва Висшия педагогически институт в Шумен и Юридическия факултет на Софийския университет „Климент Охридски“.
Учител е по български език и литература в НОУ „Любен Каравелов“ в село Узунджово, инспектор в ОСК, основател и пръв директор на Литературния музей в Хасково. След закриването на музея работи като юрисконсулт в АДВФК и като адвокат.
Председател на ОС на Движението „Приятели на книгата“ и общински съветник в Хасково. По негово предложение е утвърден девизът на града: „Достойнство и вяра“.
Кандидат за кмет на Хасково през 1999 година. Член на Международната фондация „Гео Милев“ и на СБП.
През 2012 година успешно защитава дисертационния си труд на тема „Александър Паскалев и българското книгоиздаване през първата половина на XX век“, с което придобива научната и образователна степен „доктор по книгознание, библиотекознание и библиография“.

## Творческа дейност
Специален приносен дял в литературно-историческите изследвания на Йордан Нанчев заема личността на книгоиздателя Александър Паскалев – основоположник на модерното българско книгоиздаване, както и културната мисия на неговото издателство. Д-р Нанчев е съставител на библиография за издаваните от него книги и периодични издания.
Като директор на Литературния музей в Хасково инициира и организира първата Национална научна конференция за Александър Паскалев, съвместно с Института за литература, Националния литературен музей и Съюза на българските писатели.
Автор е на документални фотоизложби: за Александър Паскалев, уредена в родния му град Хасково през 1989 година, както и за поета Атанас Далчев, открита в Националната библиотека „Св. св. Кирил и Методий“ по повод Деня на народните будители през 1994 година. Същата година изложбата е показана и в Хасково по време на Литературните дни „Южна пролет“.
Изследва литературния живот в родния си град Хасково от XVI век до наши дни, културната му история и историята на българското книгоиздаване. Проучва, систематизира и публикува на части под заглавие „Литературно Хасково“ значими литературни събития и творческия принос на поети и писатели от Хасковския регион.
Със свои доклади и научни съобщения участва в множество литературни чествания и конференции в цялата страна.
Научен ръководител е на лекторията „Литературно наследство“, в която освен него лектори са известни учени и писатели от София и страната.
Участва в журито на литературния конкурс за ежегодната литературна награда ”Южна пролет“, присъждана за първа книга на млад автор.
Пръв пише за хореографката Руска Колева, чиято танцова трупа през втората четвърт на миналия век разнася славата на българския фолклор из цяла Европа, и за високопоставения в миналото военен педагог, писател, военен прокурор, адвокат, банкер и меценат, два пъти доктор на Университета в Брюксел Никола Радев, чието име отскоро носи един от хасковските булеварди. Й. Нанчев е автор на приносна монография за Тома Измирлиев, брат на Христо Смирненски, свързан с Хасково и живял в този град от 1925 до 1932 година.
Съавтор е на няколко краеведски книги, между които „История на град Хасково 1912-1945“.
През 2019 година е издадена, съставената от Боряна Николова библиография на трудовете на д-р Йордан Нанчев и отзиви за тях, а през 2024 излиза от печат книгата на Надежда Стамова и Боряна Николова: „20 години награда „Александър Паскалев“: биобиблиографски справочник“, в която е представен и Йордан Нанчев. В двете издания са включени публикации в книги, сборници, вестници и списания, както и онлайн ресурси.

## Произведения
- Слова и полемики /Speeches and Polemics/. Литературна история, критика и публицистика. Лондон, 2024
- Хасковски триптих /A Triptych of Haskovo/ Литературна история и критика. Лондон, 2024
- С участта на избранник: Приказка за Никола Радев/Destined for Greatness. A Fairytale about Nikola Radev. Лондон, 2023
- Устреми и прегради: спортният път на бореца Димо Костов. София: Бълг. книжница, 2018. ISBN 978-954-380-454-2, 184 стр.
- Хасковци от миналото: неизвестни спомени за известни хора. София: Бълг. книжница, 2018. ISBN 978-954-380-464-1, 208 стр.
- Хасковският Игнис: спомени за Делчо Василев. София: Бълг. книжница, 2017. ISBN 978-954-380-407-8.
- П. К. Яворов преди и след куршума: спомени и документални фрагменти. София: Фонд. Вигория, 2017. ISBN 978-619-7161-04-5, стр. 280
- Край реката с тополите: поетите и писателите на Хасково, представени от Йордан Нанчев: литературна антология. София: Бълг. книжница, 2016. ISBN 978-954-380-368-2, 424 стр.
- Синът на тоя град: книга за Асен Златаров. София: Бълг. книжница, 2015. ISBN 978-954-380-345-3, 364 стр.
- Духовни хоризонти: бележки за културния живот в Хасково 1944 – 1989. София: Бълг. книжница, 2015. ISBN 978-954-380-351-4, 196 стр.
- Сто въпроса: литературен разговор с Велчо Милев. 2. изд. София: Бълг. книжница, 2010. ISBN 978-954-380-164-0, 115 стр.
- Страници за Александър Паскалев. София: Бълг. книжница, 2009. ISBN 978-954-380-141-1, стр. 400
- Тройна експертиза. Литературна критика и история. Ел. книга. София: Изд. „Литературен свят“, 2009. Достъпно на:
- Асен Златаров, Фотоалбум. С., 1992
- Тома Измирлиев (1895 – 1936) – С., 1990
- Литературно Хасково. Фотоалбум. С., 1990
- Александър Паскалев. Живот и дело 1879 – 1946. С., 1989

## За него и неговото творчество
- Янева, Анжелина. „Хасковци от миналото събра в книга Йордан Нанчев.“ Марица, брой 277, 29 ноември 2018, стр. 16.
- Александрова, Надежда. „За самоубийството като убийство.“ Литературна мисъл, бр. 2, 2018, стр. 108 – 112.
- Инджов, Никола. „Несъкрушимият литературен музей.“ Словото днес, брой 1, 5 януари 2017, стр. 10.
- Георгиева, Анета. „Йордан Нанчев представи книга за Златаров.“ Тракия, брой 9, 15 май 2015, стр. 7.
- Коруев, Тодор. „Публицистиката, есеистиката, документалистиката и мемоаристиката през 2015-та.“ Везни, бр. 10, 2016, стр. 81 – 99.
- Василев, Мартин. „Училището на двама министри със своя история.“ Новинар юг, брой 85, 8 май 2012, стр. 4.
- Михайлова, Златка. „Хасково отново си спомни за Тома Измирлиев.“ Марса, брой 11, 20 – 26 ноември 1995, стр. 2.
- Жеков, Маргарит. „Неудобна поема.“ Литературен форум, брой 40, 15 – 21 ноември 1995, стр. 6.
- Трайкова, Елка. „“Южна пролет” – традиции и надежди.“ Ново слово, брой 109, 19 май 1994, стр. 9.
- Жечев, Тончо. „Поет на нощта и смъртта.“ Летописи, бр. 1, 1998, стр. 321 – 330.
- Попов, Людмил. „Нов живот за забравените книги.“ Земеделски вестник, брой 3, 22 – 28 януари 1992, стр. 1.
- Николова, Видка. „Милост за съхранените документи.“ АБВ, брой 7, 14 февруари 1989, стр. 6.

## Награди
Удостоен е с годишната награда за култура на фондация „Вигория“ (2016) и с наградата „Александър Паскалев“ (2018) за цялостно творчество.